# لاسلو بارانیایی
لاسلو بارانیایی (مجاری: László Baranyai; ۱۳ ژانویهٔ ۱۹۲۰ – ۱۴ دسامبر ۱۹۸۴) ژیمناست هنری اهل مجارستان بود.
وی در مسابقات کشوری و بین‌المللی در مجموع برندهٔ ۱ مدال برنز شده‌است.